# Mikel Dufrenne
Mikel Dufrenne, all'anagrafe Dufrenne Louis Joseph Michel-Ange (Clermont, 9 febbraio 1910 – Parigi, 10 giugno 1995), è stato un filosofo francese.
È una tra le massime figure del pensiero fenomenologico francese e si è occupato soprattutto di tematiche estetiche; è stato, inoltre, docente all'Università di Poitiers e di Paris X: Nanterre.

## La vita

### Gli studi
Mikel Dufrenne è nato in Francia, a Clermont-Oise, il 9 febbraio del 1910. La madre veniva da Sault, un comune francese dell'alta Provenza «in mezzo ad una natura più che mai dolce e felice», mentre il padre era un Ispettore scolastico di Parigi. La famiglia, a causa del lavoro del padre, si stabilisce a Clermont, dove lo stesso Mikel nasce e vive fino agli studi superiori, in un luogo anch'esso ameno, «una cittadina ancora una volta affondata nel respiro di una delle più dolci campagne di Francia». Compiuti i sedici anni Mikel si trasferisce a Parigi per frequentare una scuola prestigiosa, il Lycée Henri-IV, dove, dal 1926 al 1929, ha come professore Alain. Come presupponeva il suo corso di studi, si è in seguito iscritto all'École normale supérieure, una delle più rinomate istituzioni scolastiche parigine ad indirizzo pedagogico, finalizzata alla preparazione degli insegnanti, alla quale, qualche anno prima, si erano già iscritti anche Sartre e Merleau-Ponty.

### L'insegnamento e la Guerra
Consegue dunque la laurea in filosofia nel 1932 e inizia ad insegnare nei licei: a Thionville (1933-1934), a Vesul (1934-1935) e infine a Sens (1936-1939). Si sposa nel 1938 con Madeleine Rossel e l'anno successivo viene arruolato nell'esercito francese, impegnato nella Seconda guerra mondiale. Nel 1940 viene catturato dall'esercito tedesco e rimane prigioniero in Pomerania per cinque anni; durante questo periodo di prigionia inizia il suo rapporto di amicizia con il filosofo Paul Ricœur, il quale serberà di lui questo ricordo: «tout commença entre nous parmi les baraques d'un camp des prisonniers de guerre en Poméranie. Et tout commença sous le signe de la poésie: Valéry et Claudel – dont bien rares sont les admirateurs communs! – nous ont ressemblés au hazard d'un rencontre. Ainsi commença un long échange, qui, d'abord, nous conduisit à la lecture côte à côte de l'œuvre alors publiée de Karl Jaspers». Infatti, in seguito, Mikel pubblica a Parigi nel 1947 quella che sarà la sua prima opera, scritta proprio con l'amico: Karl Jaspers et la philosophie de l'existence (Seuil).

### La fine della Guerra e le maggiori pubblicazioni
Terminata la guerra torna a insegnare nei licei, fino a quando, nel 1952, viene scelto come supplente di Raymond Bayer  alla Sorbona. Nel 1953 esce la sua prima e più importante opera di estetica, la Phénomenologie de l'expérience esthetique (PUF, Parigi), che «est la dernière grande esthétique classique», a detta di Maryvonne Saison. Nel frattempo, nel 1955, riceve la nomina ad ordinario di Filosofia all'Università di Poitiers, da dove viene trasferito, nel 1964, alla nuova sede a Nanterre, Paris X. In questi anni, precisamente dal 1960, vista la sua fama ormai internazionale, diventa co-direttore della «Revue d'esthétique», inizialmente insieme a Étienne Souriau e dal 1978 con Olivier Revault d'Allones, fino al 1994. Contemporaneamente pubblica una serie di studi: a partire da La Notion d'a priori (PUF, Parigi) nel 1959, per continuare nel 1963 con Le Poétique (PUF, Parigi), libro molto importante che verrà tradotto in moltissime lingue, «in cui si designa il progetto di questa uscita attraverso una metafisica, o filosofia prima, della presenza […] fondata su di una ritrovata fondazione del senso e dell'essenza del poetico nella Natura naturante, così come si prolunga ed attua nel mondo e nell'arte». Nel 1967 esce il primo di tre volumi dell'Esthétique et philosophie (Klincksieck, Parigi; gli altri due usciranno rispettivamente nel 1976 e nel 1981) composto da una serie di articoli sui maggiori temi della sua fenomenologia dell'esperienza estetica; l'anno dopo sarà la volta di Pour l'homme (Seuil, Parigi), opera «che si propone esplicitamente di “evocare l'antiumanesimo proprio della filosofia contemporanea, e di difendere contro di esso l'idea di una filosofia che potrebbe avere cura dell'uomo”», e, nel maggio francese del 1974, Art et politique (U.G.E., Parigi), che «costituisce il libro che fa dell'arte l'atto della contestazione permanente di ogni potere costituito e di una perenne rivoluzione utopica radicale e popolare contro l'istituzione». Durante quest'anno, tra l'altro, si congeda da Paris X per andare in pensione.
Nel 1977 esce Subversion, perversion (PUF, Paris), seguito nel 1981 da L'Inventaire des a priori (Bourgois, Paris), testo che il filosofo aveva già iniziato negli anni 1965-1967 e che ha portato a termine solo nel 1977-1979. A detta di Formaggio,  quest'ultima è «l'opera che Dufrenne dedica come il suo “testamento filosofico” […] veramente l'opera sua fondamentale», con cui il suo pensiero «ha segnato in modo decisivo il terreno estremamente complesso e irto di difficoltà di ogni genere dell'Estetica del ventesimo secolo». Nonostante ciò, la sua ultima opera, cronologicamente, è L'Œil et l'oreille (L'Hexagone, Montréal) edita nel 1987.

### Gli ultimi anni
A partire dal 1988 inizia a soffrire di insufficienza respiratoria, dovuta ad un enfisema contratto, e si vede costretto a ridurre drasticamente le sue attività. Nel 1991, all'età di 81 anni, si sposa, per la seconda volta, con Marcelle Brisson (Montréal 1929). Il 10 giugno del 1995 muore in piena lucidità e viene cremato al cimitero di Père-Lachaise.

### Opere di M. Dufrenne
Libri
- M. DUFRENNE, Art et politique, U.G.E., Parigi 1974
- M. DUFRENNE, Esthetique et philosophie, tr. it. di P. Stagi, Estetica e filosofia, a cura di A. Balletto, Marietti, Genova 1989
- M. DUFRENNE, Karl Jaspers et la philosophie de l'existence, in collaborazione con Paul Ricœur, Seuil, Parigi 1947
- M. DUFRENNE, La Notion d'a priori, PUF, Parigi 1959
- M. DUFRENNE, Le Poétique, PUF, Parigi 1963
- M. DUFRENNE, Jalons, Martinus Nijhoff, L'Aia 1966
- M. DUFRENNE, L'inventaire des a priori: recherche de l'originaire, C. Bourgois, Paris 1981
- M. DUFRENNE, L'œil et l'oreille, tr. it. L'occhio e l'orecchio, a cura di C. Fontana, Il Castoro, Milano 2004
- M. DUFRENNE, Phénoménologie de l'expérience esthétique, tr. it. Fenomenologia dell'esperienza estetica, a cura di L. Magrini, Lerici, Roma 1969
- M. DUFRENNE, Pour l'homme, Seuil, Parigi 1968
- M. DUFRENNE, Subversion, perversion, PUF, Paris 1977

Articoli
- M. DUFRENNE, La region Nature, in «Fenomenologia e scienze dell'uomo. Quaderni del seminario di filosofia delle scienze dell'uomo» n. 2, diretta da D. Formaggio,  CLESP, Padova 1982, pp. 19-39
- M. DUFRENNE, Le jour se leve, in «Fenomenologia e scienze dell'uomo. Quaderni del seminario di filosofia delle scienze dell'uomo» n. 2, diretto da D. Formaggio,  CLESP, Padova 1982, pp. 35-39
- l'occhio e l'orecchio 1987

### Opere su M. Dufrenne
- D.NOGUEZ (a cura di), Mikel Dufrenne. La vie, l'amour, la terre, «Revue d'esthétique» n. 30, Jean Michel Place, Parigi 1996
- R. BARILLI, Per un'estetica mondana, Il Mulino, Bologna 1964, pp. 271-297
- D. FORMAGGIO (diretta da), «Fenomenologia e scienze dell'uomo. Quaderni del seminario di filosofia delle scienze dell'uomo» n. 2, CLESP, Padova 1982
Saggi tratti da questa rivista:

D. FORMAGGIO, Premessa: Fenomenologia e no, pp. 3-6
D. FORMAGGIO, Mikel Dufrenne, la Natura e il senso del poetico, pp. 7-18
E. FRANZINI, Natura e poesia. Su un inventario degli a priori di Mikel Dufrenne, pp. 67-90
- A. MANESCO, Il problema dell'oggetto estetico. Alcune note su M. Dufrenne, in «Il Verri» n. 7, 1977, pp. 77-99